# Leônidas de Rodes
Leônidas (português brasileiro) ou Leónidas (português europeu) de Rodes (em grego antigo: Λεωνίδας; nascido em 188 a.C.) foi um dos mais famosos atletas olímpicos da Antiguidade. Competindo nos jogos olímpicos de 164 a.C., conquistou a coroa de louros em três diferentes corridas — o estádio, o diaulo e o hoplitódromo. Repetiu o feito nas três Olimpíadas seguintes, em 160 a.C., 156 a.C. e finalmente em 152 a.C., com 36 anos. O total de doze coroas, obtido por Leônidas, foi superado apenas 2168 anos após o feito, pelo maior nadador Olímpico da história, Michael Phelps, nas Olimpíadas de Verão Rio 2016, após sua décima terceira medalha de Ouro individual.
Leônidas foi célebre não só pelo seu número extraordinário de vitórias, como por sua versatilidade como corredor. Suas modalidades preferidas necessitavam de velocidade e força, em diversos graus de intensidade; o estádio e o diaulo, corridas de 200 e 400 jardas, respectivamente, eram mais apropriadas para velocistas, enquanto o hoplitódromo, um diaulo que o atleta executava vestindo parte da panóplia, exigia mais resistência e força muscular. O autor ateniense Filóstrato escreveu em seu Ginástico (Gymnastikos) que a versatilidade de Leônidas havia tornado obsoletas todas as teorias anteriores sobre o treinamento dos corredores e seus tipos físicos.
Nos Jogos Olímpicos de Verão de 2016, Michael Phelps conquistou sua 13.° medalha de ouro em provas individuais (7 no nado borboleta, 5 no nado medley e apenas 1 no nado livre), deixando para trás Leônidas de Rodes como o maior campeão olímpico da história competindo sozinho.